# Bảo quốc Huân chương
Bảo quốc Huân chương là huân chương cao quý nhất của Quốc Gia Việt Nam, được Việt Nam Cộng hòa kế thừa, dành tưởng thưởng cho các quân nhân trong tất cả binh chủng hay thường dân bên hành chính dân sự đã có "chiến tích xuất sắc trong công cuộc giữ gìn bờ cõi hoặc có cống hiến lớn cho quốc gia. 

## Lịch sử

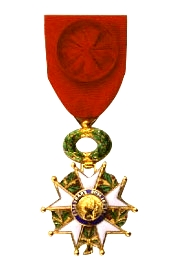
Bắc Đẩu bội tinh, bậc Officier.

Thời thuộc địa, từ năm 1886, nhà Nguyễn đã đặt ra quy chế Đại Nam Long tinh, phỏng theo Bắc Đẩu Bội tinh của Pháp, để hình thành cơ chế phong thưởng cao nhất cho triều thần nhà Nguyễn và người Pháp tại Bắc và Trung kỳ. Năm 1896, Đại Nam Long tinh được chính quyền Pháp công nhận là một trong bảy loại huân chương của thuộc địa. Tuy nhiên, từ năm 1945, khi chính quyền Việt Nam Dân chủ Cộng hòa thành lập và hoàng đế Bảo Đại thoái vị, cơ chế Đại Nam Long tinh viện cũng bị bãi bỏ.

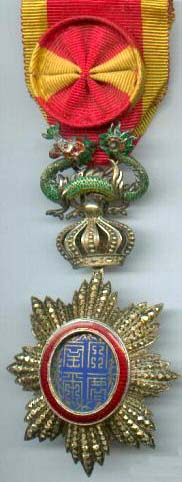
Đại Nam Long tinh, Đệ tứ hạng.

Đến năm 1950, Quốc gia Việt Nam thành lập dưới sự thỏa hiệp giữa chính phủ Pháp và cựu hoàng Bảo Đại. Một mặt, quốc trưởng Bảo Đại tái lập Đại Nam Long tinh Viện để phong tặng cho các quan lại cũ trên danh nghĩa Hoàng đế. Mặt khác, ông cho thành lập Bảo quốc Huân chương theo đúng mô hình của Đại Nam Long tinh để ban thưởng với danh nghĩa Quốc trưởng. Hai hệ thống huân chương này cùng tồn tại song song cho đến năm 1955, khi quốc trưởng Bảo Đại bị thủ tướng Ngô Đình Diệm phế truất và chính thể Việt Nam Cộng hòa được thành lập. Cơ chế Đại Nam Long tinh hoàn toàn bị bãi bỏ, nhưng Bảo quốc Huân chương vẫn được kế thừa và tồn tại cho đến năm 1975 thì ngừng hoạt động vĩnh viễn khi chính thể Việt Nam Cộng hòa chấm dứt tồn tại.

## Mô tả

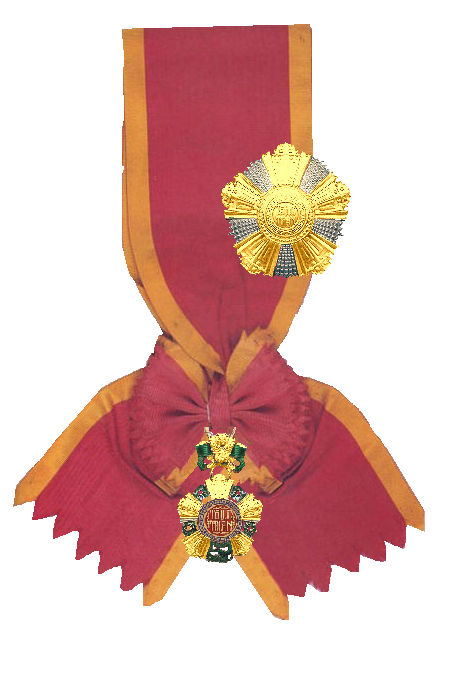
Băng đeo, bài hiệu và Bảo quốc Huân chương Đệ nhất đẳng.

Bảo quốc Huân chương có hình ngũ giác gần như tròn với đỉnh nhọn trên cùng. Chính giữa có hình tròn, ở diềm có 5 tia mạ vàng tỏa ra hơi giống hình ngôi sao. Trong lòng hình tròn, khảm bằng men ngọc đỏ và khắc nổi bốn chữ "Tổ quốc tri ân". Quanh mé ngoài hình tròn có khảm một đường men màu xanh; bên mé trong, mé ngoài đường men có viền bằng 2 sợi chỉ vàng. Giữa các tia sao, khắc nổi các hoa văn trang trí tráng men xanh lục. Riêng ở vị trí phía dưới, khắc nổi hình rồng. Phía trên đỉnh ngũ giác, khắc mặt rồng với hai bên đối xứng, làm chỗ nối dây đeo.
Ở các hạng Đệ nhất đẳng và Đệ nhị đẳng còn có thêm một bài đeo lớn, có hình dạng gần tương tự huân chương.
Kèm theo huân chương còn có văn bằng. Trên văn bằng ghi rõ tên họ người được cấp và hạng cấp của Bảo quốc Huân chương.

## Hệ thống cấp bậc
Như đã nêu trên, Bảo quốc Huân chương gần như được sao chép từ Đại Nam Long tinh của nhà Nguyễn, mà nguồn gốc xa hơn là hệ thống Légion d'honneur của Pháp, vì vậy hệ thống cấp bậc cũng như cách sử dụng của chúng gần như tương đồng hoàn toàn.
Hệ thống cấp bậc so sánh giữa chúng như sau (theo thứ tự từ cao xuống thấp)
| Cấp bậc | Bắc Đẩu bội tinh | Đại Nam Long tinh | Bảo quốc Huân chương | Ghi chú |
| ------- | ---------------- | ----------------- | -------------------- | ------- |
| 1       | Grand-croix      | Đệ nhất hạng      | Đệ nhất đẳng         |         |
| 2       | Grand officier   | Đệ nhị hạng       | Đệ nhị đẳng          |         |
| 3       | Commandeur       | Đệ tam hạng       | Đệ tam đẳng          |         |
| 4       | Officier         | Đệ tứ hạng        | Đệ tứ đẳng           |         |
| 5       | Chevalier        | Đệ ngũ hạng       | Đệ ngũ đẳng          |         |

## Cách sử dụng
Cách sử dụng của Bảo quốc Huân chương cũng gần tương tự với Đại Nam Long tinh và Bắc Đẩu bội tinh. Vị trí đeo của Bảo quốc Huân chương là vị trí danh dự cao hơn trên tất cả các huân, huy chương khác. Mỗi hạng có cách đeo khác nhau như:

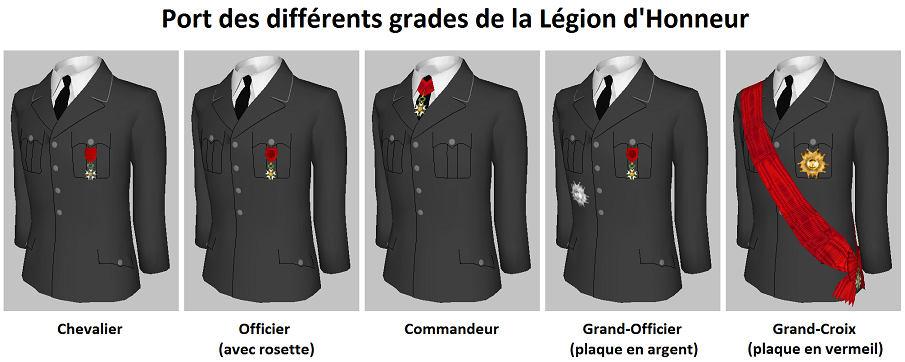
Minh họa cách đeo của Bắc Đẩu bội tinh. Bảo quốc Huân chương cũng sử dụng tương tự: 1: Chevalier; 2: Officier; 3: Commandeur; 4: Grand Officier; 5: Grand'Croix.

1. Đệ nhất đẳng: được đeo bằng dây choàng trên vai phải và một bài tròn Bảo quốc mạ vàng trên ngực trái
2. Đệ nhị đẳng: được đeo bằng ruy-băng (ribbon) màu đỏ viền vàng với một nơ Bảo quốc hình tròn trên ngực trái và một bài tròn Bảo quốc mạ bạc trên ngực phải
3. Đệ tam đẳng: được đeo bằng dây choàng dài trên cổ
4. Đệ tứ đẳng: được đeo bằng ruy-băng và một nơ Bảo quốc hình tròn trên ngực trái
5. Đệ ngũ đẳng: được đeo bằng ruy-băng trên ngực trái.

Trong trường hợp tối giản, các cuống Bảo quốc Huân chương được quy định như sau:
| Đệ nhất đẳng | Đệ nhị đẳng | Đệ tam đẳng | Đệ tứ đẳng | Đệ ngũ đẳng |
| ------------ | ----------- | ----------- | ---------- | ----------- |
|              |             |             |            |             |

## Dây biểu chương

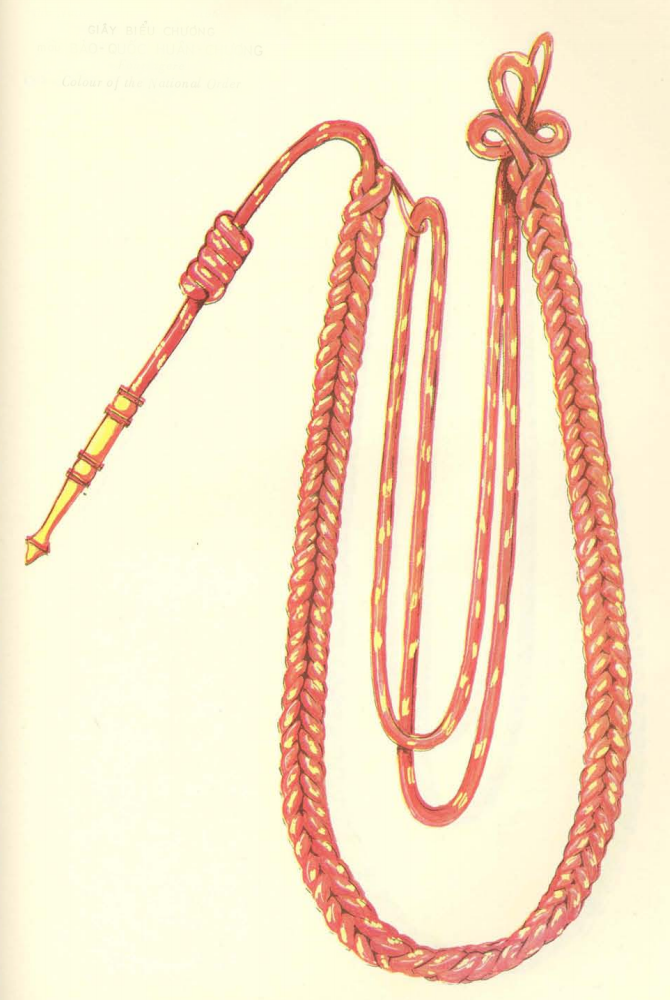
Dây biểu chương tiêu chuẩn của Bảo quốc Huân chương

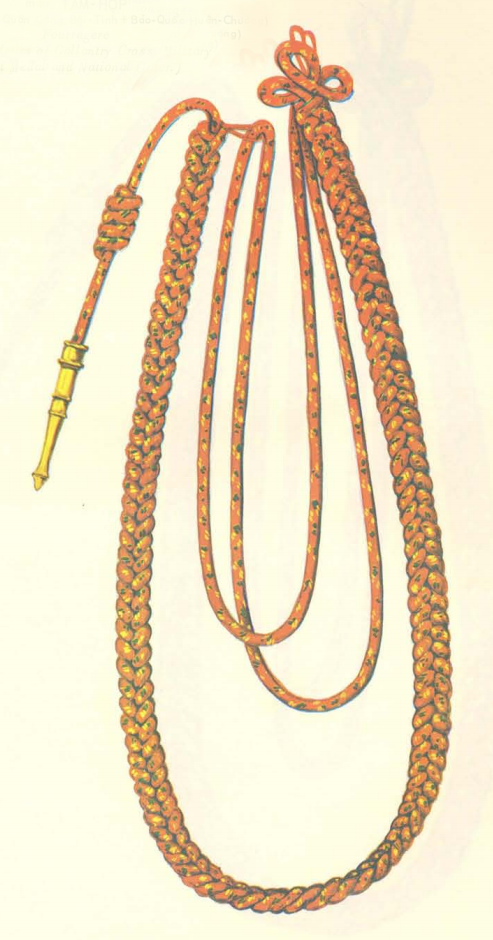
Dây biểu chương Tam hợp (Bảo quốc Huân chương, Quân công Bội tinh và Anh Dũng Bội Tinh).